# La Serena Open 2005
Il La Serena Open 2005 è stato un torneo di tennis facente parte della categoria ATP Challenger Series nell'ambito dell'ATP Challenger Series 2007. Il torneo si è giocato a La Serena in Cile dal 17 al 23 gennaio 2005 su campi in terra rossa e aveva un montepremi di $100 000.

## Vincitori

### Singolare
Edgardo Massa ha battuto in finale  Mariano Puerta con il punteggio di 6–4, 7–6(3)

### Doppio
Enzo Artoni /  Ramón Delgado hanno battuto in finale  Tomas Behrend /  Marcos Daniel con il punteggio di 7–6(2), 6–4